# آلبرت بریت
آلبرت بریت (به انگلیسی: Albert Barrett) بازیکن فوتبال زادهٔ ۱۱ نوامبر ۱۹۰۳ اهل انگلستان بود که سابقهٔ بازی در تیم ملی فوتبال انگلستان را در کارنامهٔ خود دارد. وی در تاریخ ۱۹ اکتبر ۱۹۲۹ تنها بازی ملی خود را در مقابل تیم ملی فوتبال ایرلند شمالی انجام داد.